# 影山なおゆき
影山 なおゆき（かげやま なおゆき）は、日本の漫画家。

## 作品リスト
- 遊☆戯☆王GX（原案・監修：高橋和希、協力：ブレインナビ、『Vジャンプ』2006年2月号 - 2011年5月号、全9巻） - 「遊☆戯☆王デュエルモンスターズGX」のコミカライズ。
  - 遊☆戯☆王GX＜特別読切＞（原案・監修：高橋和希、協力：ブレインナビ、『Vジャンプ』2016年8月特大号） - 本編の後日譚を描いた読切漫画。現在、未収録。
- ストライクZONE!（協力：NPB・プロ野球12球団、『Vジャンプ』2011年9月号 - 2015年8月号、全8巻）
- 逆転裁判 〜その「真実」、異議あり!〜（原作：カプコン、協力監修：読売テレビ・CloverWorks、『Vジャンプ』2016年5月号 - 、全3巻） - コミカライズ。
  - 逆転裁判〜その『真実』、異議あり!〜逆転特急、北へ（原作：カプコン、協力監修：読売テレビ・CloverWorks、『Vジャンプ』2018年11月号 - 2019年3月号、全1巻[2]） - テレビアニメの話のコミカライズ[2]。
- カードファイト!! ヴァンガード ターナバウト（ネーム原作：伊藤彰[3][4]、『月刊ブシロード』2020年9月号[5] - 2023年1月号、全4巻）※書籍では2巻まで刊行[6]。
- カードファイト!! ヴァンガード will+Dress D2（原案：伊藤彰、『月刊ブシロード』2023年11月号[7] - 2024年5月号→『コミックグロウル』[8]）